# Fausto Roma
Fausto Roma (Ceccano, 1º gennaio 1955) è un artista e scultore italiano.

## Biografia
Compie gli studi d'arte presso il Liceo Artistico A.G. Bragaglia di Frosinone e l'Accademia di Belle Arti della stessa città. Tra le principali esposizioni si ricorda la partecipazione alla LIV Esposizione internazionale d'arte di Venezia nel 2011, la mostra personale nella Sala Regia di Palazzo Venezia, Roma e la mostra personale "Terra" presso gli Archivi del '900 a Milano. Nell'aprile 2005 una sua opera, una scultura-gioiello, è stata il testimonial celebrativo dell'ultima missione spaziale italo-russa “La missione Eneide” da cui il gioiello ha preso il nome. Questo gioiello è stato trasportato dall'astronauta Roberto Vittori nello spazio a bordo della navicella spaziale Sojuz TMA-6, partita il 15 aprile 2005 dal Cosmodromo di Bajkonur, sulla stazione orbitante.